# Anemone hortensis
Anemone hortensis (L., 1753), comunemente nota come anemone stellata o fior di stella, è una pianta erbacea appartenente alla famiglia delle Ranunculacee, diffusa nel bacino del Mediterraneo.

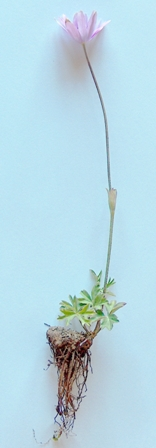
Preparato di Anemone hortensis

## Descrizione
È una pianta perenne, erbacea, rizomatosa, con fusto eretto alla fioritura. Ha foglie basali picciuolate con lamina palmata, e 3-5 lobi arrotondati. 
I fiori sono terminali di colore variabile da bianco-azzurrino a rosso-viola, hanno 12-20 petali lanceolati e acuti, e numerosi stami grigio-antracite.
È una pianta velenosa poiché possiede protoanemonina.

## Distribuzione
È una specie endemica del bacino mediterraneo, diffusa dalla Spagna alla Turchia.
In Italia è presente nelle regioni centro-meridionali e insulari. Nel Nord assente in Valle d'Aosta,  estinta in Lombardia e Friuli-Venezia Giulia. Considerata come alloctona in Veneto e Trentino-Alto Adige. Di recente segnalazione in Piemonte

## Habitat
Vegeta in luoghi aridi, prati asciutti, radure, oliveti, cedui.
Dal piano sino a 1200 m s.l.m.

## Galleria d'immagini

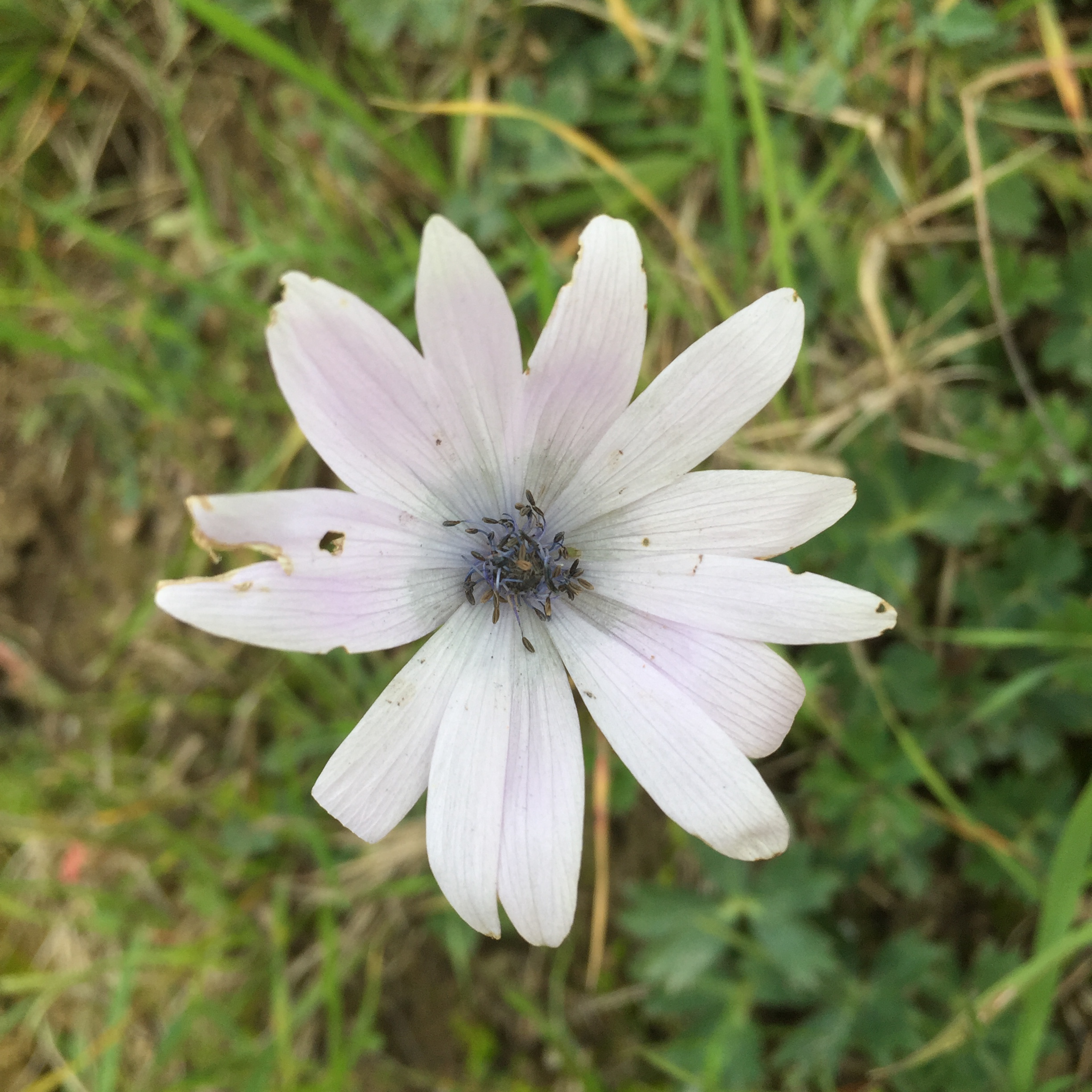
Fiore di A. Hortensis appassito; da notare il cambio di colore dei petali.
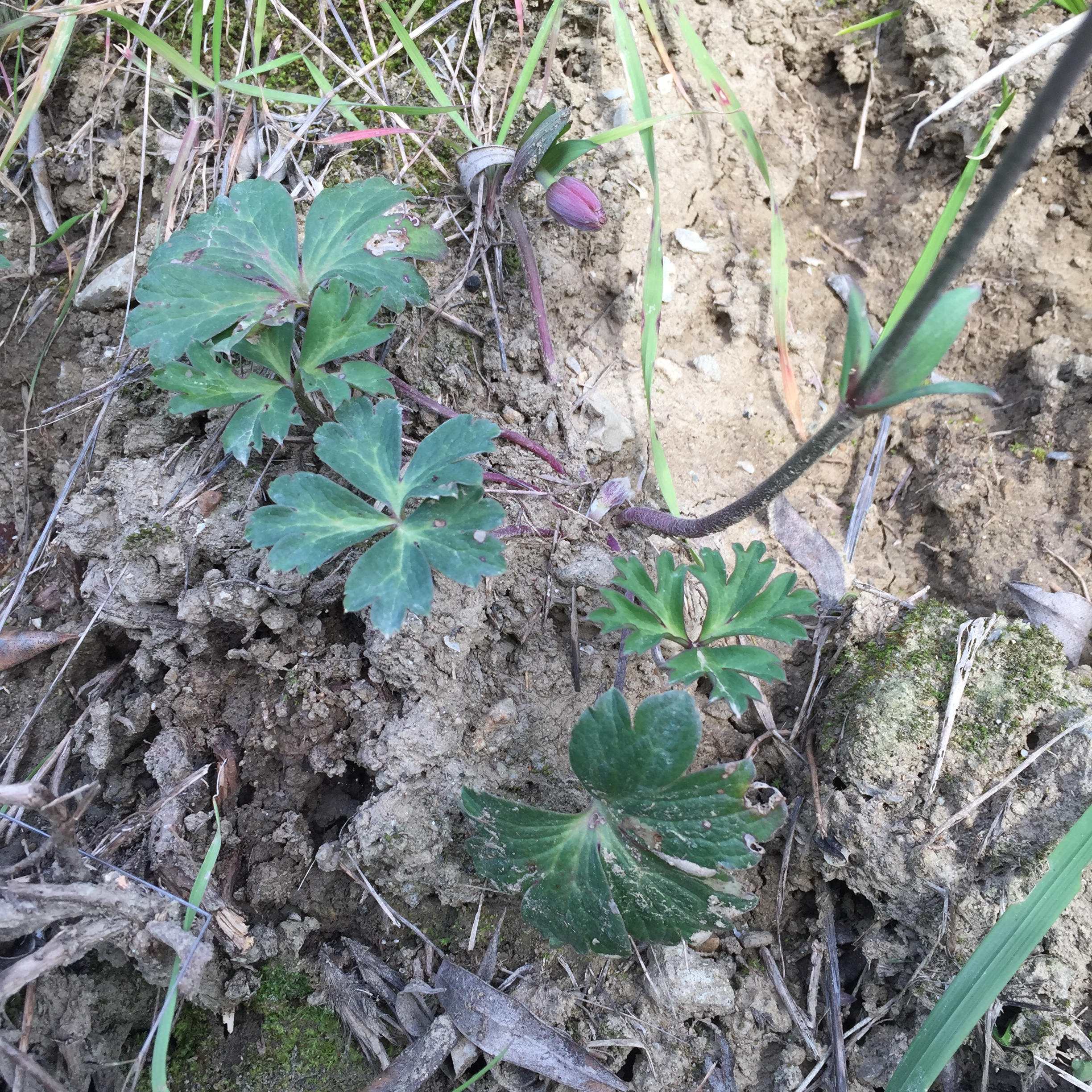
Le foglie.
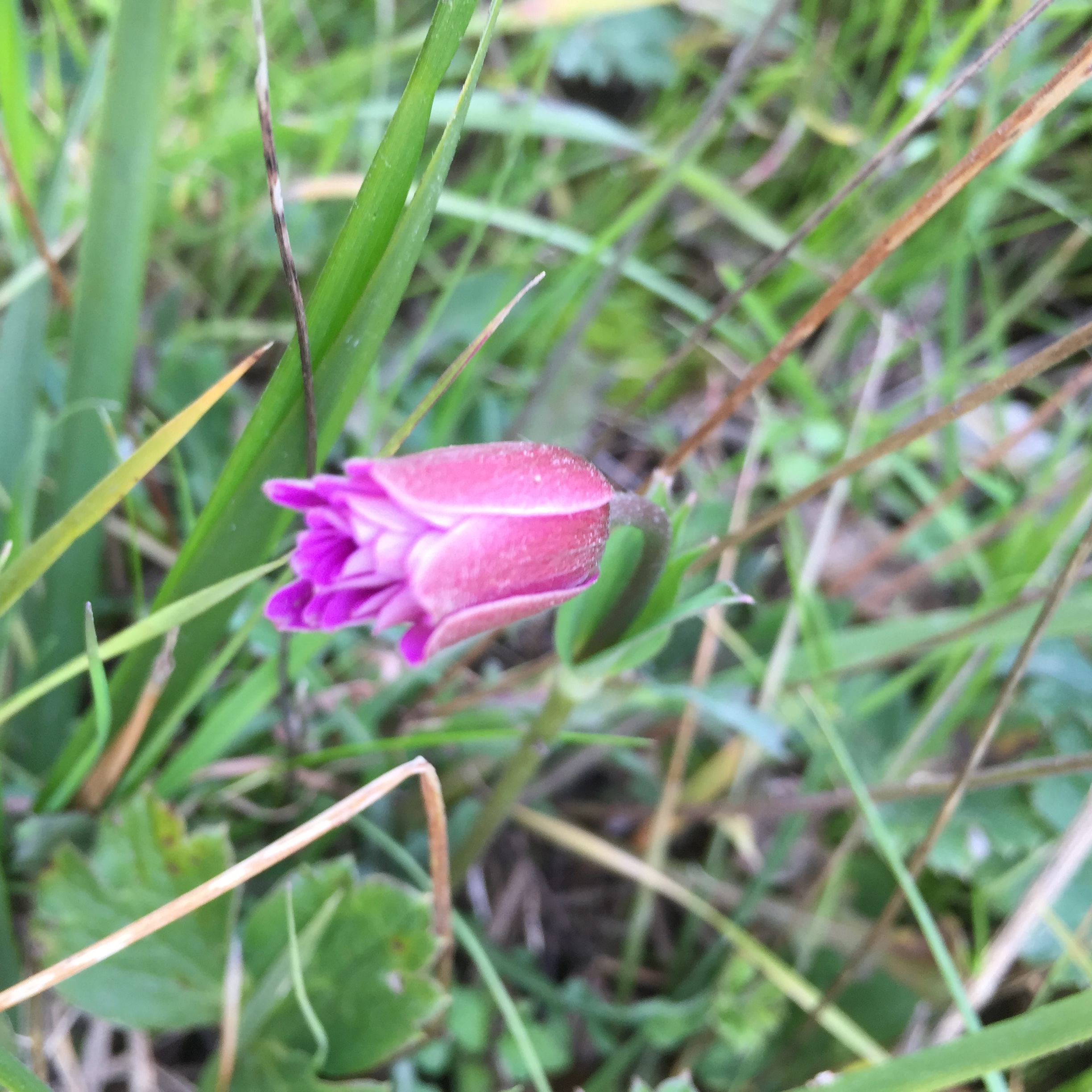
Bocciolo in fase di apertura.